# Orthetrum machadoi
Orthetrum machadoi – gatunek ważki z rodziny ważkowatych (Libellulidae). Występuje w Egipcie oraz Afryce Subsaharyjskiej – od Demokratycznej Republiki Konga, Ugandy i Etiopii na południe po RPA. Stwierdzenia z Kamerunu są błędne.
W RPA imago lata od września do końca kwietnia. Długość ciała 37,5–41 mm. Długość tylnego skrzydła 28–30 mm.